# أسامة الغريب
أسامة الغريب  (1987 المغرب) هو لاعب كرة قدم مغربي ولقد توج رفقة إتحاد طنجة بلقب البطولة سنة 2017&2018 وهو أيضا قائد إتحاد طنجة.

## روابط خارجية
- أسامة الغريب على موقع قاعدة بيانات كرة القدم.إي يو (الإنجليزية)